# Freddy Deschaux-Beaume
Freddy Deschaux-Beaume (Alger, 4 de març del 1942) és un polític francès.

## Biografia
Era inspector departamental d'educació quan el 1981 va ser escollit diputat pel departament de l'Eure en la candidatura del Partit Socialista. Va ser reelegit dues vegades, i acabà el mandat a l'u d'abril del 1993. Compaginà l'escó amb l'alcaldia de les Andelys, també a l'Eure, càrrec que exercí de març del 1989 a juny del 1995.
Posteriorment va ser alcalde de la població rossellonesa d'Òpol i Perellós de març del 2006 a març del 2008. Un cop deixà el càrrec, continuà com a regidor i primer adjunt a l'alcalde.
Fou distingit amb el grau de cavaller de la Legió d'Honor el 2002. El decret de concessió li reconeix "41 anys de funcions electives, de serveis civils i militars".

## Obres
- Jésus ou le triomphe de l'échec.  Nice: France Europe Editions Livres, 2003. ISBN 2848250569.